# Дальнобойщики: Транспортная компания
«Дальнобойщики: Транспортная компания» — компьютерная игра в жанре экономической стратегии в реальном времени, в которой игрок выступает в качестве управляющего транспортной компании и пытается получить максимальную прибыль за счёт перевозки разнообразных грузов автотранспортом. Разработчик игры — компания Nikita. Издатель в России — 1С. В России релиз состоялся 8 декабря 2006 года. На Западе игра была выпущена компанией Cenega Publishing 15 августа 2007 года под названием Freight Tycoon Inc..

## Игровой процесс
Цель игры — перевозить грузы, пока уровень предприятия или стоимость компании не достигнут определённого предела.
Система заработка в игре нестандартна. Компания игрока не обслуживает стабильные маршруты, а выполняет отдельные контракты на 1—8 рейсов. Каждое предприятие на карте предлагает свой набор заданий, в которых прописаны пункт назначения, вид и объём перевозимого груза, срок выполнения и стоимость заказа. Заключая контракт, необходимо учитывать возможности компании (для каждого вида грузов необходимо иметь соответствующий вид транспорта и шофёров с нужной лицензией), скорость имеющихся грузовиков (в случае невыполнения обязательств по срокам доставки груза страдает как финансовое положение предприятия, так и его репутация). В случае перевозки больших объёмов грузов можно подрядить несколько машин, в том числе и в долг.
Помимо стандартных заданий также есть «срочные», на выполнение которых времени отводится меньше обычного, «многотоннажные», требующие одновременно задействовать большое количество машин, а также малооплачиваемые, но резко повышающие рейтинг компании. От рейтинга, выраженного в процентах и обозначаемого медалями от бронзовой до платиновой, зависит получения заказов. Так, при низком рейтинге предприятия откажутся заключать с компанией соглашения, а высокий рейтинг даёт возможность получать более выгодные контракты.
Автопарк можно формировать из кузовных грузовиков и тягачей с прицепами, разделённых на 6 категорий (фургоны, лесовозы, цистерны, контейнеровозы, инкассаторы и кузова для сыпучих грузов) и отвечающих за соответствующие виды товаров. Также имеются вспомогательные автомобили, техпомощь и эвакуатор, необходимые при серьёзных поломках. У компании есть офис, в который надо нанимать менеджеров и покупать оборудование, совокупность предметов и мастерства менеджеров повышает доходность и другие характеристики. Компании необходимо иметь хотя бы один собственный гараж, в котором будут размещены нанятые игроком техники и аварийные машины (которые тоже надо покупать). Также можно нанимать персонал: менеджеров, водителей и ремонтников. У каждого работника собственные имя, возраст, опыт и характеристики. Например, хороший шофер может повысить скорость автомобиля и снизить вероятность поломки, а менеджер по персоналу уменьшит расходы на оплату труда.

## Рецензии и оценки
| Сводный рейтинг       | Сводный рейтинг |
| Агрегатор             | Оценка          |
| --------------------- | --------------- |
| GameRankings          | 40 %            |
| Иноязычные издания    |                 |
| Издание               | Оценка          |
| PC Gamer (UK)         | 4,0/10          |
| Русскоязычные издания |                 |
| Издание               | Оценка          |
| Absolute Games        | 45 %            |
| «PC Игры»             | 6,0/10          |
| PlayGround.ru         | 8,5/10          |
| «Игромания»           | 6,0/10          |
| «Страна игр»          | 7,5/10          |